# Porcellio tortonesi
Porcellio tortonesi là một loài chân đều trong họ Porcellionidae. Loài này được Arcangeli miêu tả khoa học năm 1932.